# Rhyssa kriechbaumeri
Rhyssa kriechbaumeri är en stekelart som beskrevs av Ozols 1973. Rhyssa kriechbaumeri ingår i släktet Rhyssa och familjen brokparasitsteklar. Inga underarter finns listade i Catalogue of Life.